# グレナード・P・リプスコム
グレナード・ポール・リプスコム (Glenard Paul Lipscomb, 1915年8月19日 - 1970年2月1日) は、アメリカ合衆国の政治家。カリフォルニア州選出下院議員。
リプスコムはミシガン州ジャクソン郡に生まれる。1920年に両親と共にカリフォルニア州に移り、一家はロサンゼルスにその居を構えた。リプスコムは南カリフォルニア大学およびウッドベリー大学で学び、卒業後は会計士となる。
第二次世界大戦中、リプスコムは陸軍の会計部に勤務し、1947年にカリフォルニア州議会議員に当選する。1953年まで州議会議員を務めた後、市長に転身したノリス・ポールソンの議席を争う補欠選挙に勝利し、下院議員となる。
リプスコムは生涯の残りを下院議員として務めた。彼は腸癌を患い、54歳の時にベテスダ海軍病院で死去した。リプスコムはフォレスト・ローン・メモリアルパーク墓地に埋葬された。原子力潜水艦グレナード・P・リプスコム (USS Glenard P. Lipscomb, SSN-685) は彼に因んで命名された。